# 喜歡 (S/mileage單曲)
《喜歡》（日语：スキちゃん）是日本的女子偶像組合S/mileage的第3张獨立製作单曲，於2009年11月23日由hachama发售。

## 概要
- 《喜歡》是S/mileage第3张獨立製作單曲
- 此單曲有1個版本「CD ONLY」
- 在12月7日於Oricon公信榜單曲每週排行榜取得第159位

## 收錄内容

### CD
1. 喜歡
（作詞、作曲：淳君　編曲：板垣祐介）
2. 喜歡（Instrumental）